# Nabil Nahri
Nabil Nahri (ar. نبيل نهري; ur. 10 czerwca 1958) – syryjski lekkoatleta (sprinter), olimpijczyk.
Wziął udział w Letnich Igrzyskach Olimpijskich 1980 w Moskwie, gdzie uczestniczył w eliminacjach biegów na 100 i 200 metrów. W eliminacyjnym biegu na 100 m zajął piąte miejsce w swoim wyścigu (10,67 s), nie awansował jednak do dalszej części zawodów (34. wynik na 65 sprinterów). Podobnie było w biegu na 200 m, Nahri osiągnął piąty wynik w biegu (22,14 s) i nie uzyskał kwalifikacji do kolejnej rundy (40. rezultat wśród 57 biegaczy).
Uczestniczył w pierwszych halowych mistrzostwach świata (1985), odpadł jednak w eliminacjach biegów na 60 i 200 metrów.
Dwukrotny indywidualny medalista Mistrzostw Panarabskich 1979, zdobył złoto w biegu na 100 m i srebro na 200 metrów.
Rekordy życiowe: 60 m (hala) – 7,07 s (1985, Paryż), 100 m – 10,4 s lub 10,67 s (1980), 200 m – 21,45 s (1979, Bagdad), 200 m (hala) – 23,47 s (1985, Paryż). Rekordzista Syrii w biegu na 100 i 200 metrów.